# CMS Made Simple
CMS Made Simple é um sistema de gerenciamento de conteúdo (CMS) grátis e open source, disponibilizado através da licença GNU/GPL e desenvolvido em PHP. Um CMS é uma ferramenta utilizada por usuários para administrar e atualizar um web site com pouco ou nenhum conhecimento em programação.
CMS Made Simple dá ao utilizador uma forma rápida e fácil para criar um web site e administrar seu conteúdo. É recomendado principalmente para sites pessoais ou institucionais de pequeno e médio porte.
Em 2007 o sistema ganhou o terceiro lugar no Overall Open Source CMS Award, promovido pela editora Packt e foi premiado com U$ 2.000.

## História
O projeto foi lançado em 1º de Julho de 2004 por Ted Kulp, um programador estabelecido na Philadelphia/EUA,enquanto ele procurava por um sistema que pudesse atender suas necessidades para o projeto Music Player Daemon. Após ficar frustrado tentando encontrar o sistema perfeito para ele e não encontrando, Ted decidiu criar seu próprio CMS. Rapidamente o sistema tornou-se um projeto open-source independente com uma grande comunidade internacional de usuários e desenvolvedores.
Desde a versão 0.8, as versões posteriores recebem nomes de ilhas do pacífico sul. Em 16 de Outubro de 2007 a última versão foi lançada, 1.2, com o nome "Barbados".

### Requisitos Do Software
- O CMSMS 2.0 Requer um servidor web com PHP 5.4.11+ com mínimo. PHP 5.5+ recomendado;
- Suporte PHAR, putenv e um directório temporário com permissão de escrita para o assistente de instalação;
- O CMSMS versões de 1.7 a 1.12.x requerem uma versão mínima de PHP  de 5.2.4 (5.2.12 recomendado);
- Pelo menos 16mb de memória disponível para o PHP;
- Suporte ao PHP tokenizer habilitado;
- Suporte ao GD habilitado para a manipulação de ficheiros gráficos;
- MySQL 4.1+;